# Drugnia Rządowa
Drugnia Rządowa est une localité polonaise de la gmina de Pierzchnica, située dans le powiat de Kielce en voïvodie de Sainte-Croix.